# Бор (Лодєйнопольський район, на річці Капше)
Бор (рос. Бор) — присілок у Лодєйнопольському районі Ленінградської області Російської Федерації.
Населення становить 8 осіб. Належить до муніципального утворення Альоховщинське сільське поселення.

## Історія
Згідно із законом від 20 вересня 2004 року № 63-оз належить до муніципального утворення Альоховщинське сільське поселення.

## Населення
| 1910 | 1997 | 2007 | 2010 | 2014 | 2015 | 2016 |
| ---- | ---- | ---- | ---- | ---- | ---- | ---- |
| 98   | ↘13  | ↘5   | ↗7   | ↗8   | →8   | →8   |